# Alkalifiel
Een alkalifiel is een type microbe dat geclassificeerd wordt als extremofiel. Alkalifielen leven in een extreme, basische omgeving met een zuurgraad variërend van 9 tot 11 pH, zoals zoutvlakten en carbonaatrijke grond. Om te overleven, houden zij de zuurgraad in hun cel op ongeveer 8 pH door voortdurend waterstofionen (H+) in de vorm van hydroxoniumionen (H3O+) door hun celmembraan in hun cytoplasma te pompen.
Voorbeelden van alkalifielen zijn:
- Geoalkalibacter ferrihydriticus[1]
- Bacillus okhensis[2]
- Alkalibacterium iburiense[3]

Hun tegenhangers, die in een zure omgeving leven, heten acidofielen.